# Schlüsseltechnologie
Schlüsseltechnologie (englisch key technology, bottleneck technology) ist in der Wirtschaft eine Technologie, die nicht nur in einem Arbeitsgebiet anwendbar ist, sondern ein Marktpotenzial für viele Wirtschaftszweige besitzt.

## Allgemeines
Sprachlich besteht das Kompositum aus „Schlüssel“ und „Technologie“. Das Bestimmungswort Schlüssel ist hierbei als Schlüsselrolle für Technologien zu verstehen, die entweder selbst einen erheblichen Absatzmarkt haben, die bedeutsam für die Erschließung neuer Absatzmärkte sind oder die Voraussetzung für die Realisierung einer anderen Technologie sind. Harry Nick sieht Schlüsseltechnologie als bildhaften Ausdruck für die Bezeichnung der Eigenheiten revolutionärer wissenschaftlich-technischer Neuerungen an, die arbeits-, energie- und materialsparend sind. Breite Anwendungspotenziale sind mithin begriffsnotwendig.
Die Bedeutung der Schlüsseltechnologien hatte in der DDR auch ein Parteitag der SED erkannt, denn sie seien „von grundlegender Bedeutung für die langfristige Sicherung eines stabilen ökonomischen Wachstums und die Steigerung der Arbeitsproduktivität“.

## Arten von Technologien
Im Hinblick auf den Produktlebenszyklus und das Marktpotenzial lassen sich drei Technologietypen unterscheiden, und zwar Schrittmachertechnologien, Basistechnologien und Schlüsseltechnologien. Schrittmachertechnologien sind Problemlösungen und befinden sich noch im frühen Entwicklungsstadium der Produktentwicklung, Basistechnologien befinden sich in der Reifephase ihres Lebenszyklus, Schlüsseltechnologien unterliegen einer Phase des Marktwachstums. „Killer-Technologien“ schließlich sind Technologien, die im Zeitpunkt der Marktreife die vorhandenen Technologien und Schlüsseltechnologien als Substitutionsgut ersetzen.
Eine Technologie wird zur Schlüsseltechnologie, wenn sie aus der Schrittmachertechnologie in die Wachstumsphase übergeht und mit ihr Wettbewerbs- und Markterfolge errungen werden können. Wichtiges Merkmal der Schlüsseltechnologie ist, dass sie nicht nur Auswirkungen auf die entwickelte Technologie selbst hat, sondern in anderen Fachgebieten genutzt werden kann oder auf diese übergreift.

## Arten von Schlüsseltechnologien
Zu den Schlüsseltechnologien gehören insbesondere Biotechnologie, Bionik, Elektromobilität, Energietechnik, Informations- und Kommunikationstechnologie, künstliche Intelligenz, Mechatronik, Mikroelektronik, Mikrotechnologie, Nanotechnologie, Robotertechnik oder Wasser- und Abwassertechnik. Sie alle greifen in andere Fachgebiete über und betreffen häufig auch verschiedene Wirtschaftssektoren und Wirtschaftszweige. So sind beispielsweise die Einsatzgebiete der Biotechnologie breit: Energie, Landwirtschaft, Nahrungsmittel, Pharmazie oder Umwelt. Hier bestehen Marktpotenziale nicht nur für Großunternehmen, sondern auch für kleine und mittlere Unternehmen.

## Wirtschaftliche Aspekte
Schlüsseltechnologien weisen ein hohes innovatorisches Potential auf und sind von großer Breitenwirkung auf die Wirtschaftsstruktur. Schlüsseltechnologien können Auslöser eines regionalen oder sektoralen Strukturwandels sein und damit die Wirtschaftsstruktur verändern. So hat beispielsweise die digitale Revolution die durch Digitaltechnik und Computer ausgelöste Digitalisierung einen Wandel nahezu aller Lebensbereiche bewirkt und in eine Digitale Welt geführt, ähnlich wie die industrielle Revolution 200 Jahre zuvor in die Industriegesellschaft führte. Deshalb ist auch von einer „dritten industriellen Revolution“ die Rede oder in technischer Hinsicht von „mikroelektronischer Revolution“.
Patentierte Schlüsseltechnologien verschaffen dem Anbieter Wettbewerbsvorteile gegenüber der Konkurrenz, die diese Technologien wegen des Patentschutzes nicht kostenfrei übernehmen kann. Unternehmen mit Schlüsseltechnologie können das Marktwachstum in monopolistischer Form nutzen, um ihren Marktanteil zu steigern und möglicherweise zum Marktführer aufsteigen. Unternehmen mit Schlüsseltechnologien können auch Technologieführer werden. Die strategische Planung muss dabei der wachsenden Bedeutung von Basis- und Schlüsseltechnologien Rechnung tragen.
Schlüsseltechnologien, die in Kombination mit anderen Technologien einen Katalysator für Innovationen in vielen Fachgebieten hervorrufen können, nennt man auch Key enabling technology (KET). Die Computertechnologie beispielsweise gilt als KET, weil sie über die technischen Aspekte hinaus grundlegende Neuerungen in allen Bereichen der Wirtschaft und Gesellschaft ermöglicht hat.